# Dicranomyia (Dicranomyia) complacita
Dicranomyia (Dicranomyia) complacita is een tweevleugelige uit de familie steltmuggen (Limoniidae). De soort komt voor in het Neotropisch gebied.